# Brankovićové
Brankovićové (srbskou cyrilicí: Бранковић, polsky Brankovići) byla srbská středověká šlechtická rodina a později vládnoucí dynastie. Podle dostupných informací se dostala k moci v první polovině 15. století. Skrze ženskou linii (Mara Lazarević) byli spřízněni se srbskou královskou dynastií Nemanjićů. Během pádu Srbské říše se rodina dostala do popředí; původem byla rodina z Kosova. Pozdější členové rodiny rozšířili vládu na zbytek oblastí Srbska, čímž se stali posledními středověkými vládci Srbského státu. Dynastie vládla Srbskému despotátu v letech 1427 - 1459 a její potomci nadále zasedali na trůn až do 16. století, kdy vstoupili do řad maďarské aristokracie.
Členové rodiny se ženili a provdávali za členy jiných dynastií ze sousedních států, včetně rakouské a maďarské šlechty. Jedna z členek dynastie byla také manželkou osmanského sultána.
Nejvýznamnějšími členy byli:
- Vuk Branković
- Đurađ Branković
- Lazar Branković
- Stefan Branković
- Jelena Branković

Po přeslici žijí dodnes potomci rodu v evropských panovnických a šlechtických rodinách včetně srbské královské dynastie Karađorđevićů.

## Rodokmen
- Branko Mladenović
  -  Vuk Branković (1345–1397), vládce Rašky ∞ Mara Lazarević (dcera cara Lazara Hrebeljanoviće a Milici Nemanjić)
    -  Đurađ Branković (1377–1456), srbský despot ∞ Irene Kantakouzene
      -  Lazar Branković (1425–1458), srbský despot
        - Jelena Marie Branković (1447–1498), královna Srbska a Bosny ∞ Štěpán Tomašević Kotromanić, král Bosny

      -  Grgur Branković (1425‑1459), srbský despot
        -  Vuk Grgurević, srbský despot

      -  Stefan Branković (1417–1476), srbský despot
        -  Đorđe Branković (1461–1516), srbský despot
        -  Jovan Branković (1465–1502), srbský despot
        -  Marija Branković (1466–1495)
          -  Vilém IX. z Montferratu (1486–1518)

      -  Mara Branković (1408‑1487) ∞ Murad II., osmanský sultán